# Алоей (сын Гелиоса)
Алоей (др.-греч. Ἀλωεύς) — персонаж древнегреческой мифологии. Сын Гелиоса и Антиопы (согласно Евмелу). Обычно сын Гелиоса и Персы . Получил земли по Асопу при разделе с братом Ээтом. Отец Эпопея.